# Sanandaj
Sanandaj phát âmⓘ (tiếng Kurd: سنە Sine; tiếng Ba Tư: سنندج) là thủ phủ của tỉnh Kurdistan ở Iran. Với dân số 414,069, Sanandaj là thành phố lớn thứ hai mươi ba ở Iran và là thành phố lớn nhất thứ hai của người Kurd. Sự thành lập của Sanandaj khá gần đây, (khoảng 400 năm trước), nhưng dưới sự tồn tại ngắn ngủi của nó, nó đã phát triển để trở thành một trung tâm của văn hóa người Kurd.
Ngôn ngữ nói trong thành phố là Kurdish, nhưng ngôn ngữ được sử dụng trong trường học và văn phòng là Ba Tư, là ngôn ngữ chính thức trong Iran trong đó hầu hết mọi người trong thành phố là thông thạo.
Thành phố Sanandaj ban đầu được gọi là Saneh, và vì nó nằm gần một lâu đài quan trọng nên sau này được gọi là  Sanehdaj , nghĩa là lâu đài dưới chân núi. Điều này có lẽ đã biến thành Sanandaj theo thời gian.
Con số 46 được người dân Sanandaji coi là một con số rất xấu và không may mắn vì nó đã trở thành một vấn đề nan giải ở Sanandaj